# Cyclichthys spilostylus
Cyclichthys spilostylus – gatunek morskiej ryby rozdymkokształtnej z rodziny najeżkowatych i rodzaju Cyclichthys.

## Występowanie
Okolice raf koralowych Indopacyfiku. Od Morza Czerwonego do wybrzeży Południowej Afryki, na zachodzie występuje na południu Japonii, Filipinach, u wybrzeży Australii oraz Nowej Kaledonii. Na zachodzie Pacyfiku spotykany w okolicach Wysp Galapagos. Na Morzu Śródziemnym wzdłuż wybrzeża Izraela.

## Cechy charakterystyczne

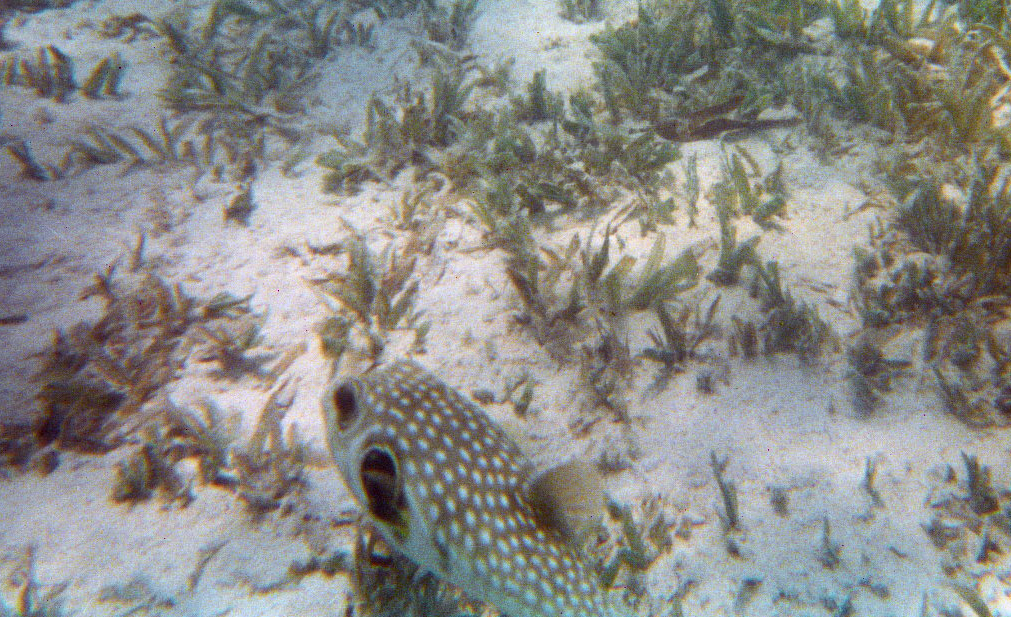
Najczęstsze miejsce występowania - wśród podwodnej roślinności

Jest gatunkiem stale przebywającym w płytkich rejonach raf koralowych na głębokości od 3 do 90 metrów, najczęściej wśród podwodnej roślinności.
Dorasta do 34 cm. Żywi się głównie bezkręgowcami, (mięczakami, skorupiakami, jeżowcami) najczęściej posiadającymi twardą muszlę. Ubarwienie osobników dorosłych jest od jasnobrązowego do szarego na grzbiecie, natomiast część brzuszna jest jasna. Prawie całe ciało, oprócz pyska i płetw, pokrywają jasne kropki zespolone z kolcami. Jest to gatunek aktywny głównie nocą, chociaż można go spotkać także w dzień. Młodociane osobniki pelagiczne. Hodowany w publicznych akwariach morskich.

## Niebezpieczeństwa i zagrożenia dla ludzi
Mogą być niebezpieczne dla ludzi na trzy sposoby:
- Ta ryba jest związana z zatruciem Ciguatera.
- Rozdymkowate koncentrują tetrodoksynę w swoim ciele.
- Szczęki są niezwykle silne i jest możliwe dotkliwe pogryzienie.